# あなたが愛をくれたから…
「あなたが愛をくれたから…」は、Metisの6枚目のシングル。2009年7月8日発売。

## 収録曲
1. あなたが愛をくれたから…   
  - 作詞・作曲：Metis／編曲：小高光太郎
  - CX系ドラマ「夏の秘密」主題歌
2. MARCH  
  - 作詞・作曲：Metis／編曲：Koma2 Kaz
3. あなたが愛をくれたから… (Lovers Mix)
4. あなたが愛をくれたから… (Inst.)